# Sandy Allen
Sandra Elaine "Sandy" Allen, född 18 juni 1955 i Chicago, Illinois, död 13 augusti 2008 i Shelbyville, Indiana, var en amerikansk kvinna som var känd som världens längsta kvinna med en längd på 232 centimeter. Allen har skrivit boken Cast A Giant Shadow. När hon var 22 år gammal så genomgick Sandy Allen en operation som stoppade växten. Hon har medverkat i både film och på TV, och det nyzeeländska bandet Split Enz skrev hyllningslåten "Hello Sandy Allen" till henne. Märkligt nog bodde Sandy Allen på samma äldreboende i Shelbyville, Indiana, USA, som Edna Parker som fr.o.m den 13 augusti 2007 ansågs vara världens äldsta person. En titel hon fick behålla i 1 år (366 dagar) och 105 dagar fram till sin död 26 november 2008.